# خراب حسن
خراب حسن قرية سورية تتبع ناحية اليعربية في منطقة المالكية التابعة لمحافظة الحسكة. بلغ عدد سكانها 294 نسمة عام 2004. سكانها من قبيلة زوبع من شمر.
تقع على الحدود مع العراق على بعد 26 كم تقريبا إلى الجنوب الغربي من مدينة اليعربية.